# ごじテレ。
『ごじテレ。』は、2001年10月から2005年3月まで中国放送（RCCテレビ）で月曜日から金曜日16:50 - 18:55に放送されていたニュース・生活情報番組。

## 概要
広島県内の生活情報や話題などを取り上げる。途中に全国ニュース、JNNニュースの森を内包し、18時20分からラストまでは夕方のローカルニュース番組として広島で起きた出来事やスポーツ情報、気象情報を取り上げていた。
2001年10月スタート当時のタイトルは『ごじごじテレビ』で、青山高治と宗像総一郎の両男性アナウンサーが担当する珍しい形態だった。2002年4月からは山口県岩国市出身の元NHKアナウンサー（現在広島経済大学教授）中村克洋と和佐由紀子アナウンサーをキャスターに迎えて『中村克洋のごじテレ。』としてリニューアル。ニュース色を強め、タイムテーブルなどを細かく設けない番組構成にした。また、地方夕方ワイド番組では珍しく深夜にダイジェストで再放送を行ったのも特徴的だった。2005年1月から中村克洋に替わって広島では知名度の高いローカルタレント・西田篤史がメインキャスターとなり、番組タイトルも『ごじテレ。』となった。
2005年3月に『イブニング・ファイブ』がスタートするのを機に番組は終了。RCCでもこの番組を冒頭からネットするため、ローカル部分は17時台から16時台へと移動、代わって午後3時54分からRCCイブニングワイドの『イブニング・ふぉ〜』、ローカルニュース枠『イブニングニュース広島』としてキャスターを西田篤史が継続する形で再スタートした。

## 出演者
| 2001.10.01 | 2002.03.29 | ごじごじテレビ       | 青山高治 | 宗像総一郎 | 池田秀昭 和佐由紀子 | 池田秀昭 和佐由紀子 | なし                              | 兼永みのり 臼井美貴 ボンバー石井ほか                                   |
| 2002.04.01 | 2004.09.30 | 中村克洋のごじテレ。 | 中村克洋 | 和佐由紀子 | 池田秀昭            | 池田秀昭            | 上野隆紘2 世良洋子2 西田篤史3ほか | 佐藤卯多子 臼井美貴 松原恵美 かいれいか 吉田幸 青山高治 宗像総一郎ほか |
| 2004.10.01 | 2004.12.24 | 中村克洋のごじテレ。 | 中村克洋 | 和佐由紀子 | 小林康秀            | 青山高治4           | 上野隆紘2 世良洋子2 西田篤史3ほか | 佐藤卯多子 臼井美貴 松原恵美 かいれいか 吉田幸ほか                     |
| 2005.01.04 | 2005.03.25 | ごじテレ。           | 西田篤史 | 和佐由紀子 | 小林康秀            | 青山高治4           | 上野隆紘 世良洋子ほか             | 佐藤卯多子 臼井美貴 松原恵美 かいれいか 吉田幸ほか                     |
| - 1コメンテーターの登場は主に2003年ごろから。 - 2元RCCアナウンサー。かつてワイド番組いいことあるかななんでもワイド3時間の司会をしていた。 - 32005年1月より司会。終了後も後番組のRCCイブニングワイド、イマなま3チャンネルの司会を2014年9月まで担当。約9年半の間、午後∼夕方の顔を務めた。 - 42005年4月までは、火曜∼金曜夜の生放送ラジオ番組と掛け持ち。2005年4月からはラジオ番組に専念していたが、2014年10月より西田篤史の後継としてイマなまっ!を担当している。 |            |                      |          |            |                     |                     |                                   |                                                                        |

## 主なコーナー

### 中村克洋のごじテレ。
- あっちゃんとクッキング
- ナカカツの喝　（番組エンディングで中村克洋キャスターの一言コーナー。ただし半年で終了）
- 本日発売「週刊女性」
- ごじテレ。スポーツ

### ごじテレ。
- 話題満載とれたて便
- ごじテレ。クッキング
- ごじテレ。スポーツ